# Формула-2 — Чемпіонат 2019
Чемпіонат Формули‑2 2019 — третій сезон під егідою FIA під назвою FIA Formula 2 Championship та 53-й сезон головної міжнародної серії другого рівня у перегонах одномісних автомобілів. Серія слугувала підтримкою для більшості етапів чемпіонату світу Формули‑1 2019.

## Чемпіонат

### Календар та результати гонок
| Етап | Траса                                         | Головна гонка                                 | Головна гонка                 | Головна гонка                | Спринт                            | Спринт                       |
| Етап | Траса                                         | Поул-позишн                                   | Найшвидше коло                | Переможець (команда)         | Переможець (команда)              | Найшвидше коло               |
| ---- | --------------------------------------------- | --------------------------------------------- | ----------------------------- | ---------------------------- | --------------------------------- | ---------------------------- |
| 1    | Міжнародний автодром Бахрейну (30–31 березня) | Лука Ґіотто (UNI-Virtuosi)                    | Чжоу Гуаньюй (UNI-Virtuosi)   | Ніколас Латіфі (DAMS)        | Лука Ґіотто (UNI-Virtuosi)        | Нік де Вріс (ART Grand Prix) |
| 2    | Міська траса Баку (27–28 квітня)              | Нобухару Мацушіта (Carlin)                    | Нобухару Мацушіта (Carlin)    | Джек Ейткен (Campos Racing)  | Ніколас Латіфі (DAMS)             | Лука Гьотто (UNI-Virtuosi)   |
| 3    | Барселона (11–12 травня)                      | Лука Ґіотто (UNI-Virtuosi)                    | Джордан Кінг (MP Motorsport ) | Ніколас Латіфі (DAMS)        | Нік де Вріс (ART Grand Prix)      | Ніколас Латіфі (DAMS)        |
| 4    | Монако (24–25 травня)                         | Нік де Вріс (ART Grand Prix)                  | Нобухару Мацушіта (Carlin)    | Нік де Вріс (ART Grand Prix) | Антуан Юбер (Arden International) | Шон Гелаель (Prema Racing)   |
| 5    | Поль Рікар (22–23 червня)                     | Серджіо Сетте Камара (DAMS)                   | Нік де Вріс (ART Grand Prix)  | Нік де Вріс (ART Grand Prix) | Антуан Юбер (Arden International) | Нобухару Мацушіта (Carlin)   |
| 6    | Шпільберг (29–30 червня)                      | Нік де Вріс (ART Grand Prix)                  | Серджіо Сетте Камара (DAMS)   | Нобухару Мацушіта (Carlin)   | Серджіо Сетте Камара (DAMS)       | Нік де Вріс (ART Grand Prix) |
| 7    | Сільверстоун (13–14 липня)                    | Чжоу Гуаньюй (UNI-Virtuosi)                   | Серджіо Сетте Камара (DAMS)   | Лука Ґіотто (UNI-Virtuosi)   | Джек Ейткен (Campos Racing)       | Джек Ейткен (Campos Racing)  |
| 8    | Хунгароринг (3–4 серпня)                      | Нік де Вріс (ART Grand Prix)                  | Джордан Кінг (MP Motorsport ) | Ніколас Латіфі (DAMS)        | Мік Шумахер (Prema Racing)        | Мік Шумахер (Prema Racing)   |
| 9    | Спа-Франкоршам (31 серпня–1 вересня)          | Нік де Вріс (ART Grand Prix)                  | Гонки були скасовані          | Гонки були скасовані         | Гонки були скасовані              | Гонки були скасовані         |
| 10   | Монца (7–8 вересня)                           | Каллум Айлотт (Sauber Junior Team by Charouz) | Мік Шумахер (Prema Racing )   | Нобухару Мацушіта (Carlin)   | Джек Ейткен (Campos Racing)       | Мік Шумахер (Prema Racing )  |
| 11   | Сочі (28–29 вересня)                          | Нік де Вріс (ART Grand Prix)                  | Лука Ґіотто (UNI-Virtuosi)    | Нік де Вріс (ART Grand Prix) | Лука Ґіотто (UNI-Virtuosi)        | Ніколас Латіфі (DAMS)        |
| 12   | Абу-Дабі (30 листопада–1 грудня)              | Серджіо Сетте Камара (DAMS)                   | Чжоу Гуаньюй (UNI-Virtuosi)   | Серджіо Сетте Камара (DAMS)  | Лука Ґіотто (UNI-Virtuosi)        | Ніколас Латіфі (DAMS)        |